# 阿布力米提·哈吉也夫
阿布力米提·哈吉也夫（1917年—1993年）维吾尔族，新疆阿图什人，中华人民共和国官员。

## 生平
1933年，在南疆参加农民起义。1935年，进入新疆师范学校学习。同年，留学苏联国立中亚大学。1938年回国后，任教于新疆师范学校。1939年，在新疆省政府财政厅工作。1939年11月，调到塔城专区税务局工作。
1944年5月，阿布力米提·哈吉也夫、买提尼亚孜哈里·艾沙巴耶夫、阿不力孜·热合曼诺夫在塔城县（今塔城市）分别领导成立了三个战斗小组。同时，经苏联驻塔城领事馆帮助，杜别克、恰勒根巴也夫等哈萨克族青年也在塔城县成立了以哈萨克族青年为主的战斗小组。这些战斗小组均为地下组织，开展秘密活动。1944年7月10日，在苏联共产党党员阿不拉·热玛扎诺夫的安排下，阿布力米提·哈吉也夫将由他自己、买提尼亚孜哈里·艾沙巴耶夫、阿不力孜·热合曼诺夫在塔城县分别领导成立的3个战斗小组合并组成“为民族解放而斗争”组织。从此阿布力米提·哈吉也夫参加三区革命。1945年8月，任三区革命的塔城专署秘书长。1946年3月，任东突厥斯坦革命青年团塔城专区委员会筹备小组主席。1946年9月，任革命青年团塔城专区委员会机关报《革命青年报》创刊主编。1947年9月，任民主革命党塔城专区委员会书记。1948年8月，任新疆保卫和平民主同盟中央组织委员会委员。1949年1月任塔城专署副专员。1949年5月到11月，任塔城专区教育处临时处长。
1950年5月加入中国共产党。历任中共塔城地委委员、塔城行署党组书记、塔城地区副专员。在塔城工作期间，1952年11月，任塔城地委和塔城专区土地改革工作委员会副主任。离开塔城后，历任和田地区专员、新疆维吾尔自治区计委副主任、新疆维吾尔自治区顾问委员会常委等职务。
1993年，阿布力米提·哈吉也夫在乌鲁木齐市逝世，享年76岁。

## 著作
1986年在到塔城检查工作时，撰写整理出《三区革命在塔城的活动》、《塔城教育四十年》、《塔城地区经济发展的回顾》、《三区革命时期的货币关系》等回忆文章。